# Запис липа код дома (Подгорац)
Запис липа код дома (Подгорац) се налази на парцели чији је власник Месна заједница Подгорац.

## Локација
| Општина             | Ражањ                                                                       |
| Катастарска општина | Подгорац                                                                    |
| Потес               | Село                                                                        |
| Координате          | 43° 44′ 10″ С; 21° 35′ 58″ И / 43.736199999999997° С; 21.599399999999999° И |
| Надморска висина    | 284m                                                                        |

## Карактеристике
Дендрометријске вредности утврђене на терену и сателитским снимцима:
| Стабло                     | Липа |
| Висина стабла              | m    |
| Обим дебла                 | m    |
| Пречник крошње             | 8m   |
| Пречник дебла              | m    |
| Висина дебла до прве гране | m    |

## База записа
Запис је у оквиру Викимедија пројекта "Запис - Свето дрво" заведен под редним бројем 1054.